# Diuihets
Los diuihets (a veces escritos como didiuhets, diuhets o diliuhets) fueron una de las cuatro parcialidades principales de los hets según la clasificación que el jesuita inglés Thomas Falkner hizo en 1774. 
La distribución anotada por Falkner en su obra A description of Patagonia and the adjoining parts of South America de 1774 era:

The Puelches, or Eastern Peoples (...) They bear different denominations, according to the situation of their respective countries, of because they were originally of different nations. Those toward the north are called Taluhets; to the west and south of these are the Diuihets; to the south east, the Chechehets; and to the south of these last is the country of the Tehuelhets (...)

Falkner aclara que los diuihets y los taluhets eran conocidos por los españoles como pampas.
En cuanto a su distribución geográfica expresó que se hallaban entre los 35 y 38° de latitud sur al este de los pehuenches, sobre los ríos Desaguadero (Sanquel), Colorado y Barrancas (Hueyque) al oeste y hasta 40 millas de la sierra de la Ventana (Casuhati) al este. Esto comprende gran parte de la provincia de La Pampa, extremo sur de la provincia de San Luis y el oeste de la de Buenos Aires.

The Diuihets border westwardly upon the country of the Pehuenches, from thirty five to thirty eight degrees of southern latitude, and extend, along the rivers Sanquel, Colorado, and Hueyque, to within about forty miles of the Casuhati on the east. They are of the same wandering disposition with the Taluhets, and are not much more numerous, having been greatly destroyed in their attempts to plunder the Spaniards; sometimes taking part with the Taluhets, at other times wit the Pehuenches, and frequently making their excursions alone, on the frontiers of the mountains of Cordova and Buenos-Ayres, from the Arrecife to Lujan; killing the men, taking the women and childred for slaves, and driving away the cattle. The Caciques of this nation, were Concalcac, Pichivele, Yahati, and Doenoyal.